# روبي سافيج
روبي سافيج (بالإنجليزية: Robbie Savage)‏ (8 يناير 1960 بليفربول في المملكة المتحدة - ) هو مدرب كرة قدم ولاعب كرة قدم بريطاني في مركز الوسط. لعب مع برادفورد سيتي وبولتون واندررز وستوك سيتي ونادي بورنموث ونادي ريكسهام ونادي ليفربول ونوزلي يونايتد ‏.

## وصلات خارجية
- روبي سافيج على موقع قاعدة بيانات كرة القدم.إي يو (الإنجليزية)